# Campionati del mondo di ciclismo su strada 1994 - Gara in linea maschile Elite
La gara in linea maschile Elite dei Campionati del mondo di ciclismo su strada 1994 fu corsa il 28 agosto 1994 in Italia, con partenza ed arrivo a Agrigento, su un percorso di 13,25 km da ripetere 19 volte, per un totale di 251,8 km. La gara fu vinta dal francese Luc Leblanc con il tempo di 6h33'54" alla media di 38,355 km/h; completarono il podio l'italiano Claudio Chiappucci e l'altro francese Richard Virenque, terzo.
Partenza con 170 ciclisti, dei quali 57 completarono la gara.

## Squadre partecipanti
| N.      | Cod. | Squadra       |
| ------- | ---- | ------------- |
| 2-14    | ITA  | Italia        |
| 15      | AND  | Andorra       |
| 18-22   | AUS  | Australia     |
| 27-28   | AUT  | Austria       |
| 31-48   | BEL  | Belgio        |
| 49-51   | CAN  | Canada        |
| 52      | CZE  | Cechia        |
| 53-69   | COL  | Colombia      |
| 71-82   | DEN  | Danimarca     |
| 85-101  | FRA  | Francia       |
| 103-120 | GER  | Germania      |
| 121-127 | JPN  | Giappone      |
| 134-137 | GBR  | Gran Bretagna |
| 162     | KAZ  | Kazakistan    |

| N.      | Cod. | Squadra       |
| ------- | ---- | ------------- |
| 164     | LTU  | Lituania      |
| 167     | LAT  | Lettonia      |
| 173-177 | NOR  | Norvegia      |
| 181-199 | NLD  | Paesi Bassi   |
| 202-206 | POL  | Polonia       |
| 208-218 | PRT  | Portogallo    |
| 223-237 | RUS  | Russia        |
| 243-262 | ESP  | Spagna        |
| 266     | SWE  | Svezia        |
| 277-290 | USA  | Stati Uniti   |
| 291     | UZB  | Uzbekistan    |
| 292-304 | SUI  | Svizzera      |
|         | NZL  | Nuova Zelanda |
|         | UKR  | Ucraina       |

## Ordine d'arrivo (Top 10)
| Pos. | Corridore          | Squadra     | Tempo    |
| ---- | ------------------ | ----------- | -------- |
| 1    | Luc Leblanc        | Francia     | 6h33'54" |
| 2    | Claudio Chiappucci | Italia      | a 9"     |
| 3    | Richard Virenque   | Francia     | s.t.     |
| 4    | Massimo Ghirotto   | Italia      | s.t.     |
| 5    | Dmitrij Konyšev    | Russia      | a 15"    |
| 6    | Rolf Sørensen      | Danimarca   | a 42"    |
| 7    | Lance Armstrong    | Stati Uniti | a 48"    |
| 8    | Laudelino Cubino   | Spagna      | a 52"    |
| 9    | Bjarne Riis        | Danimarca   | s.t.     |
| 10   | Pëtr Ugrumov       | Lettonia    | a 59"    |